# آگاپتوس یکم

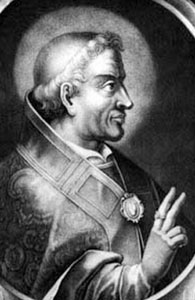

پاپ آگاپتوس یکم (به انگلیسی: Pope Agapetus I) یکی از پاپ‌های کلیسای کاتولیک رم است، که بین سال‌های ۵۳۵ تا ۵۳۶ میلادی پاپ بود.